# 水下噪音
水下噪音是指在水体中产生的声音，其来源可以是各种自然源（如海浪、风、雨、地震等）和人为源（如船舶行驶、施工建设、养殖设施等）。由于人类活动的增加，水下噪音污染问题日益严重，对水生生物的生存和繁衍产生了重大影响。
研究发现，全球变暖、海洋酸化等环境因素使海洋吸收噪音的能力减弱。海上船舶增多导致水下低频噪声以平均每年0.5 dB的速度增加。
水下噪音对水生生物的影响主要体现在行为变化、生理机能改变以及生存环境的改变等方面。例如，水下噪音可以改变鱼类的行为和活动方式，影响其摄食、代谢和生长等。研究发现，水下噪音会影响鱼类的肠道微生物，改变其组成和占比，影响其氨基酸代谢等多条生命活动相关通路。